# Vidusha Lakshani
Heenatimullage Dona Vidusha Lakshani (* 28. Dezember 1996 in Negombo) ist eine sri-lankische Leichtathletin, die sich auf den Dreisprung spezialisiert hat.

## Sportliche Laufbahn
Erste internationale Erfahrungen sammelte Vidusha Lakshani bei den Juniorenasienmeisterschaften 2012 in Colombo, bei denen sie mit 11,96 m den sechsten Platz im Dreisprung belegte. Zwei Jahre später gewann sie bei den Juniorenasienmeisterschaften in Taipeh mit 12,87 m die Bronzemedaille und schied bei den Juniorenweltmeisterschaften in Eugene mit 12,52 m in der Qualifikation aus. Im Jahr darauf belegte sie bei den Asienmeisterschaften in Wuhan mit einer Weite von 12,69 m den siebten Platz. 2016 gewann sie bei den Südasienspielen in Guwahati mit 13,18 m die Silbermedaille hinter der Inderin Mayookha Johny und wurde bei den Asienmeisterschaften 2017 in Bhubaneswar mit 13,33 m Vierte. Anfang September sprang sie bei den Asian Indoor & Martial Arts Games in Aşgabat mit neuem Landesrekord von 12,51 m auf den siebten Platz. 2019 gewann sie bei den Asienmeisterschaften in Doha mit einer Weite von 13,53 m die Bronzemedaille hinter der Thailänderin Parinya Chuaimaroeng und Zeng Rui aus China. Anfang Dezember gewann sie bei den Südasienspielen in Kathmandu mit 13,14 m die Silbermedaille hinter ihrer Landsfrau Hashini Prabodha.
2015 sowie 2018 und 2019 wurde Lakshani sri-lankische Meisterin im Dreisprung sowie 2015 und 2019 auch im Weitsprung.

## Persönliche Bestleistungen
- Weitsprung: 6,23 m (−0,8 m/s), 16. August 2019 in Diyagama
- Dreisprung: 13,66 m (+1,6 m/s), 18. August 2019 in Diyagama (sri-lankischer Rekord)
  - Dreisprung (Halle): 12,51 m, 19. September 2017 in Aşgabat